# Erich Ludendorff
Erich Friedrich Wilhelm Ludendorff (Kruszewnia, 9 april 1865 – Tutzing, 20 december 1937) was een Duits generaal en politicus.
In de eerste maanden van de Eerste Wereldoorlog behaalde Ludendorff twee grote overwinningen. In de Slag om Luik en de Slag bij Tannenberg wist hij respectievelijk het Belgische en Russische leger grote nederlagen toe te brengen. Zijn benoeming in augustus 1916 tot Generalquartiermeister (Generaalkwartiermeester) maakte hem (met Paul von Hindenburg) het de facto hoofd en de leidende figuur achter de Duitse oorlogsinspanning tijdens de Eerste Wereldoorlog.
Dit bleef zo tot de keizer in oktober 1918 zijn ontslag aanvaardde. Dit nadat Ludendorff door een monumentale beslissing zowel het einde van de Eerste Wereldoorlog had ingeluid als de val van het Duitse keizerrijk en de start van de Duitse Novemberrevolutie.
Na zich enige tijd in Zweden te hebben teruggetrokken maakte hij in de loop van 1919 zijn rentree in de Duitse politiek. Hij werd een prominent nationalistisch leider en was een van de architecten van de dolkstootlegende. Zowel in 1920 in Berlijn (Kapp-putsch van Wolfgang Kapp) als in 1923 in München (Bierkellerputsch van Adolf Hitler) speelde Ludendorff een actieve rol bij mislukte pogingen tot staatsgreep met als doel de Weimarrepubliek te elimineren.

## Levensloop

### Jeugd
Ludendorff werd geboren in Kruszewnia nabij Posen, provincie Posen (nu het district Posen, Polen), als de derde van de zes kinderen van August Wilhelm Ludendorff (1833-1905). Zijn vader stamde uit een Pommers koopmangeslacht. Zelf was hij erin geslaagd op bescheiden schaal landeigenaar te worden. Hij maakte deel uit van de plaatselijke reservecavalerie. Erichs moeder, Klara Jeanette Henriette von Tempelhoff (1840-1914), was een dochter van de adellijke, maar verarmde Friedrich August Napoleon von Tempelhoff (1804-1868) en diens vrouw Jeannette Wilhelmine von Dziembowska (1816-1854), die van vaderskant uit een verduitste Poolse adellijke familie afkomstig was. Via haar was Erich een verre afstammeling van de hertogen van Silezië en de markiezen en keurvorsten van Brandenburg. Hij zou opgroeiend op een kleine familieboerderij een stabiele en comfortabele jeugd hebben gekend. Zijn eerste opleiding ontving hij van een tante van zijn moeder. Hij bleek aanleg voor wiskunde te hebben, maar koos voor een carrière in het leger.

### Militaire carrière
Hij volgde een militaire opleiding in Plön en Berlijn.
In 1885 werd hij als luitenant bij het 57e Infanterieregiment in Wesel aangesteld. In de acht jaar daarna zag hij verder dienst als eerste luitenant bij het 2e mariniersbataljon in Kiel en Wilhelmshaven, en bij het 8e Grenadier regiment in Frankfurt (Oder). Zijn conduitestaat was van de hoogste orde, met frequente aanbevelingen. In 1893 werd hij mede daardoor geselecteerd voor de oorlogsacademie (Kriegs Akademie), waar de commandant, generaal Meckel, hem voor een benoeming tot lid van de Generale Staf aanbeval. In 1894 werd hij daadwerkelijk tot lid van de Duitse Generale Staf benoemd. Hij steeg snel door de rangen totdat hij in de jaren 1902-1904 senior stafofficier bij het hoofdkwartier van het V Corps werd. In 1904 trad hij onder Von Schlieffen toe tot de tweede afdeling van de Grote Generale Staf in Berlijn. Hier was hij van 1904 tot 1913 verantwoordelijk voor de sectie mobilisatie. In 1911 werd hij tot kolonel benoemd.
In 1912 werd hij regimentscommandant nabij Düsseldorf en bevorderd tot kolonel. In april 1914 werd Ludendorff tot generaal-majoor bevorderd. Hij kreeg het commando over de in Straatsburg gestationeerde 85e infanteriebrigade.

### Rol in de Eerste Wereldoorlog

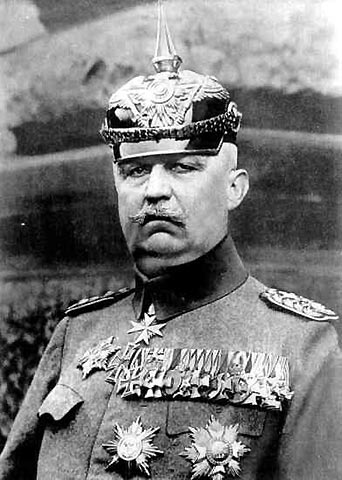
Portret uit 1918

Na het uitbreken van de Eerste Wereldoorlog, toen nog De Grote Oorlog genoemd, werd Ludendorff benoemd tot plaatsvervangend chef-staf van het Duitse Tweede Leger onder leiding van generaal Karl von Bülow. Zijn benoeming was te danken aan zijn kennis en eerdere werk, waarbij hij de sterke en zwakke punten van de tientallen forten, bij Luik en Namen, had onderzocht. De Duitse aanval op Luik in het begin van augustus 1914 verliep volgens het von Schlieffenplan voor de invasie van Frankrijk. De strijd duurde langer dan verwacht, maar het succesvolle verloop van de aanval op Luik bracht Ludendorff nationale erkenning.

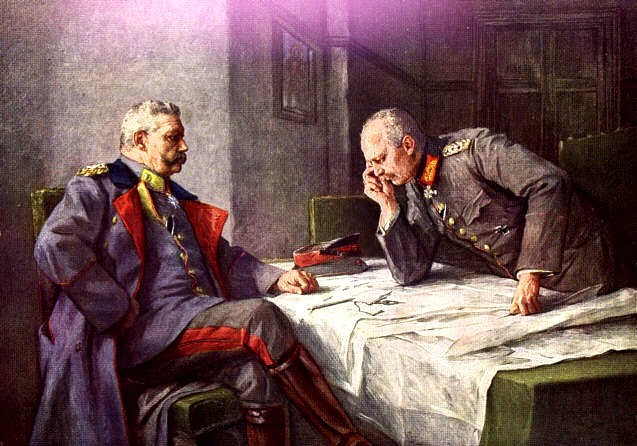
Propagandistische afbeelding van Hindenburg en Ludendorff

In 1916 verving keizer Wilhelm II generaal Erich von Falkenhayn als chef van de Oberste Heeresleitung (OHL) door veldmaarschalk Paul von Hindenburg. Von Hindenburg benoemde Erich Ludendorff als zijn plaatsvervanger (= kwartiermeester-generaal). Zowel Von Hindenburg als Ludendorff waren voorstander van annexaties van de door het Duitse leger bezette niet-Duitse gebieden, waaronder België en de Baltische staten (hoewel dit in het begin van de oorlog niet de bedoeling was). Het tweetal stond ook een onbeperkte duikbootoorlog voor. Dit had evenwel tot gevolg dat de Verenigde Staten van Amerika in 1917 de oorlog verklaarden aan Duitsland.
In 1917 drong Ludendorff aan bij de keizer om rijkskanselier Theobald von Bethmann Hollweg te ontslaan, wat ook gebeurde. Bethmann Hollweg werd vervangen door Georg Michaelis (werd uiteindelijk vervangen door Georg von Hertling ). Michaelis werd een marionet van Ludendorff en Hindenburg. Er was sprake van een militaire dictatuur in Duitsland. Zelfs keizer Wilhelm II had niet veel in te brengen. Via allerlei extreem-nationalistische partijen en de Pruisische Junkers (grootgrondbezitters) probeerde de OHL (legerleiding) haar grip op de staat te versterken.

### Ontslag
In september 1918, na het mislukte Duitse voorjaarsoffensief in Frankrijk, ontsloeg de keizer Von Hertling en benoemde Max van Baden, een liberaal, tot rijkskanselier. De OHL werd op die manier een zware klap toegebracht, omdat Badens voornaamste taak was een wapenstilstand te sluiten met de Entente-mogendheden. Toch steunden Hindenburg en Ludendorff Von Badens wapenstilstandsplannen. Ludendorff berekende dat het Duitse leger tijdens de duur van een wapenstilstand kon hergroeperen en in het voorjaar van 1919 opnieuw in de aanval kon gaan. 
Zover kwam het echter niet: De overspannen Ludendorff werd in oktober 1918 door keizer Wilhelm II ontslagen en vervangen door generaal Wilhelm Groener. Ludendorff vluchtte vermomd naar Zweden, maar keerde in 1919 naar Duitsland terug.

### Na de Eerste Wereldoorlog
Ludendorff verbond zich na zijn terugkeer aan de extreemrechtse Nationale Vereniging, waar ook Wolfgang Kapp lid van was. In 1920 pleegde de groep rondom Kapp een mislukte staatsgreep om de socialistische regering omver te werpen.
In de jaren 1920-1924 werkte Ludendorff nauw samen met Adolf Hitler. Ludendorff speelde een rol tijdens de zogenaamde Bierkellerputsch in München van Hitler, toen de laatste op 8 november 1923, via ondemocratische middelen, de macht probeerde te grijpen. Deze coup werd echter nog diezelfde dag verijdeld door de Münchense politie en de Reichswehr. Ware de coup geslaagd, dan zou Ludendorff rijksminister van Defensie zijn geworden en zou hij met Hitler naar Berlijn opgetrokken zijn om daar de macht te grijpen.
Na de couppoging werden zowel Ludendorff als Hitler berecht. Wegens zijn rol tijdens de Eerste Wereldoorlog werd Ludendorff vrijgesproken, Hitler zat echter anderhalf jaar in de gevangenis van Landsberg. Ludendorff was woedend over zijn vrijspraak.
Van 1924 tot 1928 was Ludendorff lid van de Rijksdag voor de nazipartij. In 1925 had Ludendorff zich op aandringen van Hitler presidentskandidaat gesteld. Ludendorff, verblind door zijn minachting voor Hitler, dacht dat deze nu eindelijk had begrepen dat hij, de oorlogsheld, het boegbeeld van de NSDAP was. Ludendorff kreeg nog geen procent van het electoraat achter zich en leed smadelijk gezichtsverlies, ook in eigen kring. Hitler had zich alweer van een concurrent ontdaan. In 1928 brak Ludendorff met de nazi's.
In 1930 richtte hij "Deutschvolk" op, een occulte religieuze beweging die aan verering van oude Germaanse goden deed. Op 22 september 1933 werd die groep door de Duitse nazi-regering verboden.
Erich Ludendorff overleed in 1937, 72 jaar oud.

### Privé
Op 14 augustus 1909 trouwde Ludendorff met Margarethe Charlotte Catharina Schmidt (1875-1936). Uit een eerder huwelijk had zij vier kinderen. Op 8 juli 1926 werd de scheiding officieel. Nog geen twee maanden later, op 4 september 1926, hertrouwde Ludendorff met Mathilde Friederike Karoline Von Kemnitz-Spiess (1877-1966), met wie hij tot zijn dood in 1937 gehuwd bleef.

## Militaire loopbaan
- Sekonde-Lieutenant: 15 maart 1882[2]
- Premier-Lieutenant: 1 juli 1890[2]
- Hauptmann: februari 1895[2]
- Major: 1 juli 1902[2]
- Oberstleutnant: 1 maart 1908[2]
- Oberst: 21 maart 1911[2]
- Generalmajor: 22 maart 1914[2]
- Generalleutnant: 27 november 1914[2]
- General der Infanterie: 29 augustus 1916[2]

## Onderscheidingen
Hij werd op 8 augustus 1914 onderscheiden met een hoge Pruisische onderscheiding: de Orde Pour le Mérite. In september 1914 werd Ludendorff chef van de generale staf van het 8ste leger. Zijn 8ste leger behaalde grote successen. In 1915 werd Ludendorff bevorderd tot generaal. Op 23 februari 1915 werd hij met het Eikenloof bij zijn Pour le Mérite onderscheiden.
De Saksische koning benoemde hem tot ridder, later zelfs grootkruis in de exclusieve Militaire Orde van Sint-Hendrik. Hij droeg ook de Orde van Sint-Tamara van Georgië. 
Onder de vele onderscheidingen vallen het grootkruis van de Militaire Max Jozef-Orde, de Militaire Orde van Verdienste en de Orde van de Rode Adelaar met de Zwaarden op. Hij was drager van de IIIe Klasse van de Orde van de Rode Adelaar met op het lint een strik of "schleiffe" vanwege zijn bevordering binnen deze orde. Hij droeg de Hohenzollernorde van Hohenzollern-Sigmaringen, het Grootkruis van het IJzeren Kruis dat hem in maart 1918 werd uitgereikt, het IJzeren Kruis Ie en IIe Klasse, het commandeurskruis van de Kroonorde en het Kruis van Verdienste voor Oorlogshulp van Pruisen en het Ereteken voor Verdienste in Oorlogstijd van Saksen-Meiningen. 
Generaal Ludendorff zou in 1918 door Duitslands onwillige en gewantrouwde bondgenoot Keizer Karel van Oostenrijk met de Ie Klasse van de Leopoldsorde worden onderscheiden. Een gesprek tussen beide mannen op het Duitse hoofdkwartier in Spa verliep zo onaangenaam dat Karel hem de kleinere ster en het smallere lint van de IIe Klasse toekende. Hij droeg ook de Huisorde en Orde van Verdienste van Hertog Peter Friedrich Ludwig. Op portretten draagt Ludendorff op zijn rechterzijde de Turkse IJzeren Halve Maan.

## Voetnoot
1. ↑  https://ww2gravestone.com/people/ludendorff-erich-friedrich-wilhelm/
2. 1 2 3 4 5 6 7 8 9 10 11 12  http://home.comcast.net/~jcviser/aok/ludendorff.htm
3. ↑  Österreichs Orden

- Bibsys: 90053677
- Biblioteca Nacional de Chile: 000283303
- Bibliothèque nationale de France: cb126741872 (data)
- CiNii: DA06268232
- Gemeinsame Normdatei: 118574841
- International Standard Name Identifier: 0000 0001 2122 4765
- KulturNav: eee6ced4-beb0-4d00-9fd2-7d4f88824985
- Library of Congress Control Number: n79026972
- Nationale Bibliotheek van Letland: 000253948
- National Archives and Records Administration: 10581155
- Bibliotheek van het Japanse parlement: 00523972
- Nationale Bibliotheek van Tsjechië: mzk2004252227
- Nationale bibliotheek van Australië: 35315509
- Nationale Bibliotheek van Israël: 987007264598505171
- Nationale Bibliotheek van Polen: a0000001177295
- Nederlandse Thesaurus van Auteursnamen: 070259232
- SNAC: w6vm4p2g
- Système universitaire de documentation: 03410531X
- Trove: 908741
- Virtual International Authority File: 17344617
- WorldCat: E39PBJtCDKC9PcHhdxqFB7jjYP